# International League
Die International League ist eine Minor League im US-amerikanischen Baseballsport. Sie ist, neben der Mexican League und der Pacific Coast League, eine von drei Ligen, die der Triple-A Klasse angehören.
Die Liga wurde 1884 durch einen Zusammenschluss mehrerer Baseballligen gegründet. Ihren heutigen Namen erhielt die Liga, da ihr von Beginn an, bis 2008, kanadische Teams angehörten. Zwischenzeitlich gab es auch ein Team aus Kuba und eins aus Puerto Rico, die aber nach kurzer Zeit wieder in die USA umsiedelten. Inzwischen besteht die Liga aus vierzehn Teams, die sich alle im Osten der Vereinigten Staaten befinden.

## Modus
In der International League gibt es insgesamt 14 Teams, die in drei verschiedene Divisionen aufgeteilt sind. Es gibt eine North, eine West und eine South Division. Der West und South Division sind jeweils vier Teams zugeordnet, während es in der North Division sechs Teams gibt. Die Saison der International League beginnt im April und endet mit dem Finale um den Governors’ Cup im September oder Oktober. Jedes Team muss zunächst um die 140 reguläre Saisonspiele bestreiten und trifft auf jedes Team der Liga mehrmals in der Saison. Die Gewinner der einzelnen Divisionen qualifizieren sich dann nach Ende der regulären Saison für die Play-offs. Hinzu kommt jedes Mal ein Wildcard Team, nämlich der beste Zweitplatzierte aus allen Divisionen, mit der höchsten Gewinnrate. In den Play-offs trifft dann der Sieger der West Division auf den Sieger der South Division. Der Sieger der North Division tritt gegen das Wildcard Team an. Diese Teams tragen dann eine Best-of-Five-Serie gegeneinander aus. Die Sieger dieser Serien treffen anschließend im Finale um den Governors’ Cup aufeinander.

## Geschichte

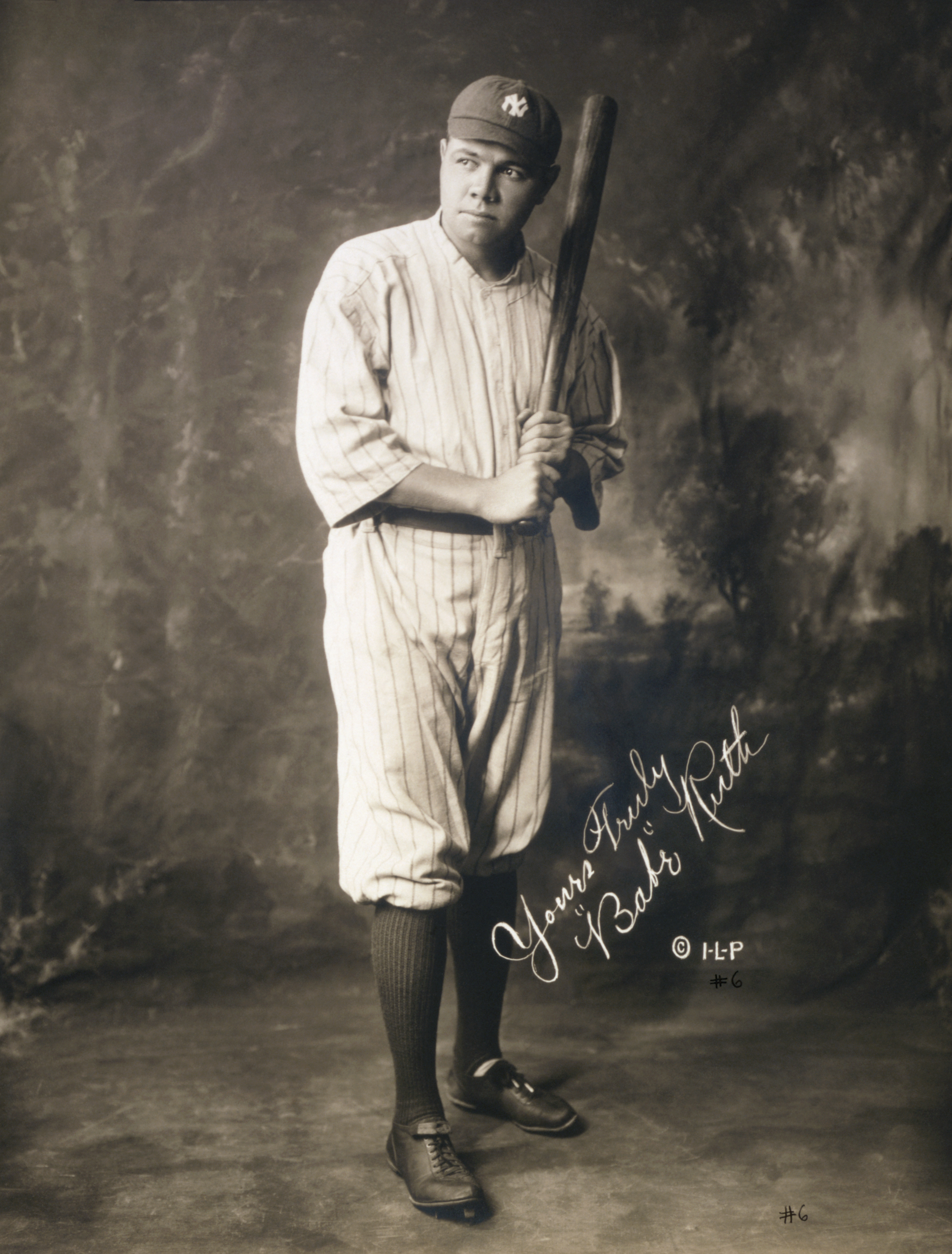
Babe Ruth

Die Liga wurde 1885 durch den Zusammenschluss der New York State League und der Ontario League, zur International League, gegründet. Zwei Jahre später nahm die Liga noch zwei Teams der Eastern League, die den Spielbetrieb eingestellt hatte, auf. Da die Eastern League 1884 gegründet wurde, wird dieses Jahr als Gründungsjahr der International League angegeben. Die ersten Jahre der neuen Liga verliefen dann recht turbulent. So kamen anfangs ständig neue Teams hinzu, während andere aus der Liga ausschieden. Dieser ständige Wechsel der teilnehmenden Mannschaften führte dazu, dass sich die Liga 1890 kurzzeitig auflöste. Sie formierte sich jedoch relativ schnell neu und nahm 1891 wieder den Spielbetrieb auf. Dennoch blieb die finanzielle Lage der Liga angespannt. Das legte sich mit der Zeit und Anfang des 20. Jahrhunderts erlebte die Liga einen Aufschwung. Es wurden überall im Land neue Baseballstadien gebaut und auch das Interesse an der International League stieg. Trotzdem verfügten die Teams nicht über genügend Geld, um Topspieler zu halten, und so mussten beispielsweise die Baltimore Orioles ihren Starspieler Babe Ruth an die Boston Red Sox aus der Major League Baseball verkaufen.
Als die USA 1918 in den Ersten Weltkrieg eintraten, musste sich die International League neu formieren und das Einzugsgebiet der teilnehmenden Mannschaften eingrenzen. Es gelang der Liga damals dennoch, als einzige im Minor-League-System, die Saison 1918 auszutragen. In den 1920er Jahren bildeten die Baltimore Orioles und die Rochester Red Wings die ersten Dynastien in der Liga. Am Ende dieses Jahrzehnts geriet die Liga erneut in finanzielle Schwierigkeiten, was vor allem an der Great Depression lag. Diese Schwierigkeiten legten sich im Jahre 1933, als der General Manager der Montreal Royals, Frank Shaughnessy, das Playoff-System in der Liga einführte, welches bis heute Bestand hat. Danach kamen ruhige Zeiten auf die Liga sowohl aus finanzieller Sicht als auch im Hinblick auf die Teams zu.
1946 erregten die Montreal Royals erneut großes Aufsehen, da sie mit Jackie Robinson erstmals einen dunkelhäutigen Spieler verpflichteten. Damit war Robinson der erste dunkelhäutige Spieler in der International League und war dies auch ein Jahr später in der MLB. Acht Jahre später machte die Liga ihrem Namen alle Ehre und nahm die Havana Sugar Kings aus Kuba in die Liga auf, wodurch es nun Teams aus insgesamt drei verschiedenen Ländern gab. Die Kings blieben dann bis 1960 in der Liga, ehe das Team aufgrund politischer Unruhen auf Kuba in die USA umgesiedelt wurde. Insgesamt gab es in den 1960er Jahren viele Umsiedlungen von Teams innerhalb der Liga. Im Zuge dessen gab es auch kurzzeitig ein Team in der puerto-ricanischen Hauptstadt San Juan.

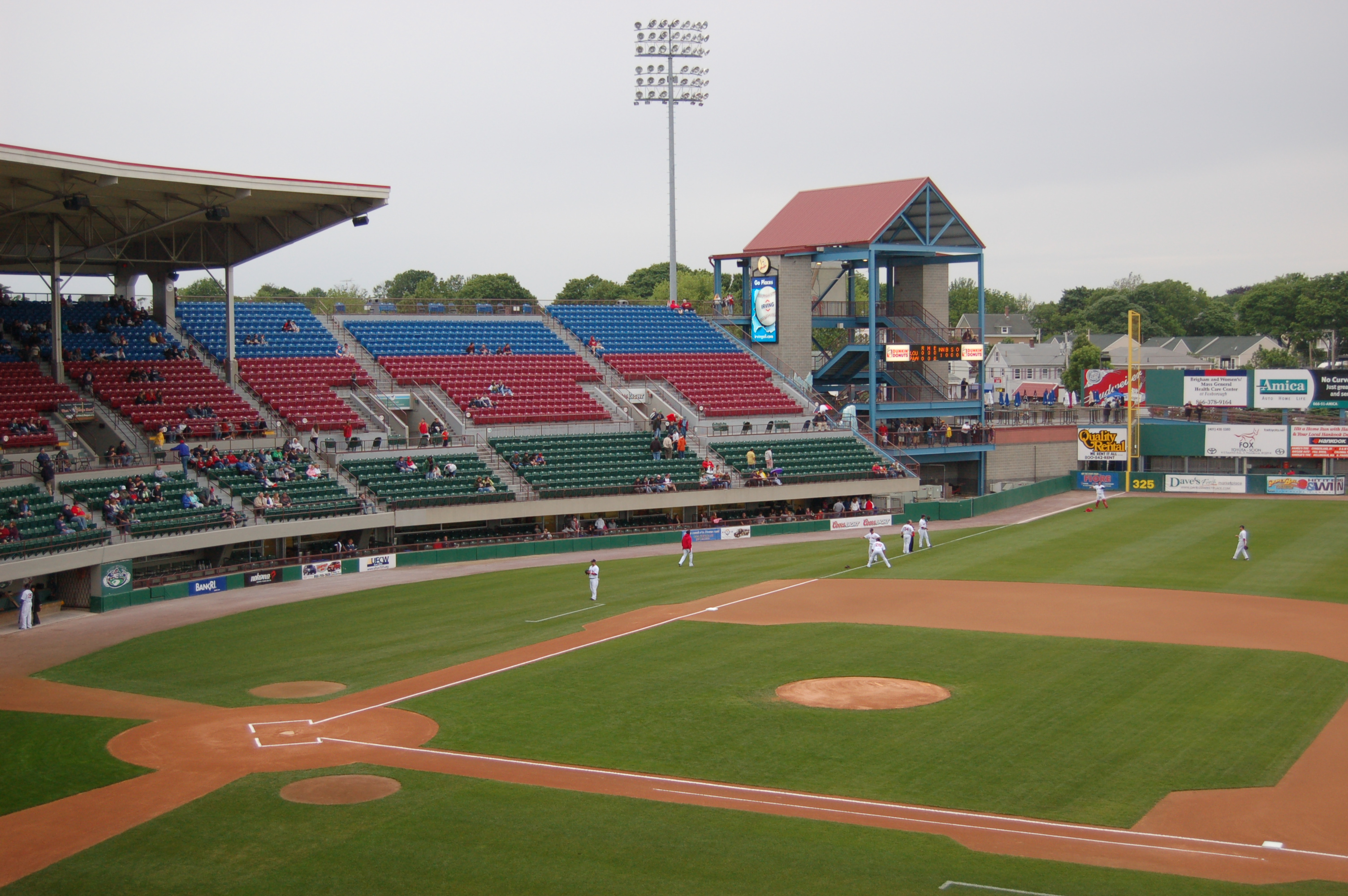
Das McCoy Stadium, Schauplatz des längsten Baseballspiels in der Geschichte

In den 1970er Jahren blieb es dann wieder weitestgehend ruhig um die International League, ehe sie in der Saison 1981 für großes Aufsehen sorgte. Denn am 18. April 1981 fand im McCoy Stadium in Pawtucket zwischen den Pawtucket Red Sox und den Rochester Red Wings, mit insgesamt 32 Innings ohne Sieger, das längste Profibaseballspiel der Geschichte statt. Das 33. Inning wurde dann ein paar Tage später ausgespielt und Pawtucket gelang es dann direkt einen Run zu erzielen, der zu einem Sieg von 3:2 führte. Solche Marathon-Spiele waren in dieser Zeit keine Seltenheit und so wurde 1988 das Triple-A-System erneuert. Dieses System hatte eine Gültigkeit bis 1991 und besagte, dass jedes Team während der regulären Saison 42 sogenannte Interleague Games gegen Mannschaften der damaligen anderen Triple-A-Liga, der American Association, austragen musste. Das kam den Teams der International League nicht zugute, da es den wenigsten von ihnen jetzt noch gelang, eine positive Bilanz zu erzielen. Deshalb wurde das System nach 1991 nicht mehr fortgesetzt.
Der Major League Baseball Streik 1994 führte dazu, dass die International League eine so große mediale Präsenz wie nie zuvor erreichte. So kam es dazu, dass sogar reguläre Saisonspiele der International League landesweit auf ESPN oder TNT übertragen wurden. Diese Präsenz endete aber wieder schnell nach Ende der Saison 1994. Drei Jahre nachdem die Baseball-Minor-Leagues so in den Vordergrund geraten waren, löste sich die American Association auf. Daher nahm die International League mit Buffalo, Indianapolis, und Louisville drei Teams dieser Liga auf. Als vier Jahre später die Terroranschläge am 11. September 2001 stattfanden, ließ dies auch die International League nicht unberührt und so wurde die Best-of-Five-Serie um den Governors’ Cup nach nur einem Spiel abgebrochen und der Sieger aus dem ersten Spiel, die Louisville Bats, wurden zum Gewinner der Serie ernannt. In den Jahren 2008 und 2009 erlebte die Liga ihren letzten Teamumzüge. Zunächst zogen die Ottawa Lynx um und waren somit das letzte Team aus Kanada, das in der Liga vertreten war. Der letzte Umzug bis heute fand 2009 statt, als die Richmond Braves nach Lawrenceville ins Gwinnett County umzogen.

## Mannschaften
| Division | Team                             | Stadt/Region      | Stadion(-name)             | Gegründet | der Liga beigetreten | Farmteam der          |
| -------- | -------------------------------- | ----------------- | -------------------------- | --------- | -------------------- | --------------------- |
| North    | Buffalo Bisons                   | Buffalo, NY       | Coca-Cola Field            | 1979      | 1998                 | Toronto Blue Jays     |
| North    | Lehigh Valley IronPigs           | Allentown, PA     | Coca-Cola Park             | 1993      | 1993                 | Philadelphia Phillies |
| North    | Pawtucket Red Sox                | Pawtucket, RI     | McCoy Stadium              | 1970      | 1973                 | Boston Red Sox        |
| North    | Rochester Red Wings              | Rochester, NY     | Frontier Field             | 1899      | 1899                 | Minnesota Twins       |
| North    | Scranton/Wilkes-Barre RailRiders | Moosic, PA        | PNC Field                  | 1886      | 1886                 | New York Yankees      |
| North    | Syracuse Chiefs                  | Syracuse, NY      | NBT Bank Stadium           | 1934      | 1958                 | Washington Nationals  |
| South    | Charlotte Knights                | Charlotte, NC     | BB&T Ballpark              | 1976      | 1993                 | Chicago White Sox     |
| South    | Durham Bulls                     | Durham, NC        | Durham Bulls Athletic Park | 1902      | 1998                 | Tampa Bay Rays        |
| South    | Gwinnett Braves                  | Lawrenceville, GA | Coolray Field              | 2009      | 2009                 | Atlanta Braves        |
| South    | Norfolk Tides                    | Norfolk, VA       | Harbor Park                | 1961      | 1969                 | Baltimore Orioles     |
| West     | Columbus Clippers                | Columbus, OH      | Huntington Park            | 1977      | 1977                 | Cleveland Indians     |
| West     | Indianapolis Indians             | Indianapolis, IN  | Victory Field              | 1902      | 1998                 | Pittsburgh Pirates    |
| West     | Louisville Bats                  | Louisville, KY    | Louisville Slugger Field   | 1966      | 1998                 | Cincinnati Reds       |
| West     | Toledo Mud Hens                  | Toledo, OH        | Fifth Third Field          | 1897      | 1965                 | Detroit Tigers        |